# یواس‌اس آلاباما (بی‌بی-۶۰)
یواس‌اس آلاباما (بی‌بی-۶۰) (به انگلیسی: USS Alabama (BB-60)) یک کشتی بود که طول آن ۶۸۰ فوت (۲۱۰ متر) بود. این کشتی در سال ۱۹۴۲ ساخته شد.